# Strilce, Horohiv
Strilce (în ucraineană Стрільче) este un sat în comuna Peciîhvostî din raionul Horohiv, regiunea Volînia, Ucraina.

## Demografie
Componența lingvistică a localității Strilce
     Ucraineană (99,24%)
     Alte limbi (0,76%)
Conform recensământului din 2001, majoritatea populației localității Strilce era vorbitoare de ucraineană (99,24%), existând în minoritate și vorbitori de alte limbi.